# Dendrosoter elegans
Dendrosoter elegans är en stekelart som beskrevs av Nixon 1939. Dendrosoter elegans ingår i släktet Dendrosoter och familjen bracksteklar. Inga underarter finns listade i Catalogue of Life.